# Deuxième Bureau
O Deuxième Bureau de l'Etat Major Général (Segundo Birô do Estado-Maior Geral), um dos serviços de informação militares franceses, foi criado em 1871.
Ao contrário do Premier Bureau (Primeiro Birô), ao qual cabia informar ao Comando sobre a situação das tropas francesas e aliadas (ou, pelo menos, amistosas), o Segundo Birô estava encarregado de informar ao Estado-Maior sobre a situação das tropas inimigas.
Exilado em Londres durante a Segunda Guerra Mundial, lá tomou o nome de BCRA (Bureau Central de Renseignements et d'Action ou "Birô Central de Informação e Ação"). E, a partir de 1946, foi substituído pelo SDECE (Service de documentation extérieure et de contre-espionnage ou "Serviço de documentação externa e contra-espionagem").